# La Pila, Oaxaca
La Pila är en ort i Mexiko.   Den ligger i kommunen Miahuatlán de Porfirio Díaz och delstaten Oaxaca, i den sydöstra delen av landet, 400 km sydost om huvudstaden Mexico City. La Pila ligger 1 641 meter över havet och antalet invånare är 316.
Terrängen runt La Pila är kuperad åt nordväst, men åt sydost är den platt. Runt La Pila är det ganska tätbefolkat, med 70 invånare per kvadratkilometer. Närmaste större samhälle är Miahuatlán de Porfirio Díaz, 8,7 km söder om La Pila. Omgivningarna runt La Pila är en mosaik av jordbruksmark och naturlig växtlighet.